# Вернер Науманн
Гуго Роберт Вернер Науманн (нім. Hugo Robert Werner Naumann; 16 червня 1909, Гурау — 25 жовтня 1982, Люденшайд) — німецький державний діяч, журналіст, бригадефюрер СС.

## Біографія
У 1928 році вступив в НСДАП. Освіту здобув в університетах Бреслау і Єни; доктор природничих наук (1934). Обіймав високі пости в системі СА, але одночасно підтримував близькі стосунки з Генріхом Гіммлером, що врятувало його під час «Ночі довгих ножів». З 1937 року керівник імперського управління пропаганди в Бреслау. У 1938 році перейшов в Імперське міністерство пропаганди і народної освіти, очолив Берлінське бюро; незабаром був поставлений на чолі відділу кадрів міністерства. Член «Гуртка друзів рейхсфюрера СС». У 1940-41 роках брав участь у військових діях, в складі військ СС воював на Східному фронті. Після важкого поранення повернувся в Берлін. З жовтня 1941 року керував справами міністерства, «права рука» Йозефа Геббельса. Крім того, що Науманн володів величезною енергією, він і ззовні був зразковим нацистом. З квітня 1944 року — статс-секретар міністерства. Користувався повагою Адольфа Гітлера, який розглядав Науманна як найбільш гідного наступника Геббельса. При сформуванні 1-3 травня 1945 року Флесбурзького уряду отримав пост імперського міністра народної освіти і пропаганди. 23 травня 1945 року заарештований разом з іншими членами уряду. У 1950 році звільнений. Працював в імпортно-експортній фірмі в Дюссельдорфі, брав участь в діяльності правої Німецької імперської партії. 15 січня 1953 року заарештований західнонімецькою поліцією, його судили, і 3 грудня 1954 року звинувачення з нього були зняті. 22 вересня 1955 року успішно пройшов процес денацифікації.

## Звання
- Єфрейтор резерву і кандидат в офіцери резерву зенітної артилерії люфтваффе (20 жовтня 1937)
- Оберфюрер СС (30 січня 1938)
- Унтерофіцер резерву зенітної артилерії люфтваффе (10 вересня 1939)
- Лейтенант резерву зенітної артилерії люфтваффе (1 травня 1940)
- Унтерштурмфюрер резерву військ СС (3 червня 1940)
- Оберштурмфюрер резерву військ СС (14 травня 1941)
- Гауптштурмфюрер резерву військ СС (21 червня 1942)
- Бригадефюрер СС (20 квітня 1943)
- Штурмбаннфюрер резерву військ СС (9 листопада 1944)

## Нагороди
- Золотий партійний знак НСДАП
- Почесний кут старих бійців
- Кільце «Мертва голова»
- Почесна шпага рейхсфюрера СС
- Медаль «За вислугу років у НСДАП» в бронзі та сріблі (15 років)
- Медаль «У пам'ять 13 березня 1938 року»
- Залізний хрест 2-го і 1-го класу
- Нагрудний знак «За участь у загальних штурмових атаках»
- Нагрудний знак «За поранення» в чорному
- Хрест Воєнних заслуг 2-го і 1-го класу